# رقم الأوكتان

اعتماد رقم الأوكتان ROZ على درجة حرارة اشتعال الوقود. المحور السيني يعطي درجة الحرارة بين 200 و 600 درجة مئوية

صورة متحركة تمثل 4 ضربات لمحرك احتراق داخلى: 1- سحب رذاذ الوقود والهواء. 2- ضغط المخلوط. 3- إشعال. 4- إخراج العادم

رقم الأوكتان هو مقياس لمقدرة الوقود على مقاومة الاحتراق المبكر (طرقات أو فرقعة المحرك). وهذا الرقم يقاس بالنسبة إلى خليط من 4,2,2-ثلاثي ميثيل بينتان (أحد متزامرات (isomer) الأوكتان) وإن-هيبتان. فمثلا 87 أوكتان تعني أن البنزين له كفاءة تشغيل مثل خليط من 87% أيزو اوكتان, 13% إن-هيبتان. وهذا النظام تم عمله بواسطة روسل ماركر.
يعتبر المشتق إيزوأوكتان مقاوم للاحتراق المبكر في محرك السيارة، في حين أن n-هيبتان يشتعل مبكرا أثناء عملية ضغط الوقود في أسطوانة الموتور. لذلك يستعمل مخلوط الوقود بحيث يحتوي على الصنفان بغرض ضبط وقت الاشتعال وتفادي الاشتعال الذاتي المبكر. وتحتوي اسطوانات المحرك على شمعة احتراق بغرض التحكم في وقت الاشتعال، بذلك تكون أكبر استفادة من الوقود والتسيير الصحيح. ففي محرك البنزين يسحب المكبس أثناء انسحابة من الاسطوانة مخلوط الوقود والهواء ثم يشتعلان بفعل شرارة شمعة الإشعال. ولكن تختبر حديثا أنواع من المحركات التي تعمل من دون شمعة احتراق، وفيها يتم الاشتعال بوساطة الكبس، حيث يعمل زيادة ضغط الوقود في المحرك على اشتعال مخلوط الوقود والهواء طبقا لقوانين الديناميكا الحرارية.
وتوجد أنواع عديدة من تلك المخلوطات، وكل نوع منها يعتمد على نوع المحرك. ولا يصح استعمال مخلوط من الوقود لم يسمح به مُصنع السيارة، فقد يهدد استعمال وقود آخر سلامة المحرك.
يبين المنحنى البياني العلاقة بين رقم الأوكتان ودرجة حرارة الاشتعال بين 200 و 600 درجة مئوية لعدة من أنواع الوقود المختلفة. ولا يختلط علينا الأمر بين بدئ الاشتعال المقصود هنا والحرارة الناتجة عن الإشعال، فعندما يحدث الاشتعال بفعل شرارة الاشتعال ترتفع درجة الحرارة فجأة إلى ما يقرب 1100 درجة مئوية، وتتمدد الغازات داخل اسطوانة المحرك ويزداد الضغط فجأة مما يعمل على دفع المكبس لتحريك السيارة.